# Rennell Rodd, 1. Baron Rennell

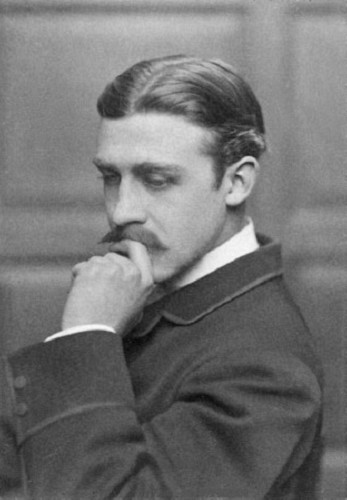
Rennell Rodd, 1. Baron Rennell, ca. 1901

James Rennell Rodd, 1. Baron Rennell GCB, GCMG, GCVO, PC (* 9. November 1858 in London; † 26. Juli 1941) war ein britischer Diplomat und Politiker.

## Leben und Wirken
Rodd wurde 1858 als Sohn des Majors James Rennell Rodd und seiner Gattin Elizabeth Thompson geboren. Nach einer Ausbildung an der Schule Haileybury und dem Balliol College der University of Oxford trat er 1883 in diplomatischen Dienst des Vereinigten Königreichs Großbritannien und Nordirland. Nachdem er elf Jahre lang in untergeordneten Positionen an den britischen Botschaften in Berlin, Rom, Athen und Paris tätig gewesen war, fungierte Rodd von 1894 bis 1902 als einer der zentralen Vertreter der Londoner Regierung am britischen Generalkonsulat in Ägypten. Einen maßgeblichen Anteil spielte er zu dieser Zeit im Zusammenhang mit dem Zustandekommen des Anglo-Äthiopischen Vertrages von 1897.
1902 wurde er erneut an der britischen Vertretung in Rom verwendet, bevor er 1904 als britischer Bevollmächtigter nach Schweden ging, wo er sich insbesondere in Zusammenhang mit der Gründung des unabhängigen Königreichs Norwegen hervortat. Seine Bemühungen in dieser Richtungen wurden dabei von Oskar II. (Schweden) als so bedeutungsvoll eingeschätzt, dass er Rodd mit dem Großkreuz des Nordstern-Ordens auszeichnete. Rodds Dienst in Schweden endete 1908. Als neuer britischer Botschafter in Italien wurde er nach Rom entsandt. Als britischer Vertreter in Italien während des Ersten Weltkrieges war Rodd ab 1914 darum bemüht, Italien für die Triple Entente zu gewinnen. Nach dem Krieg 1919 aus dem diplomatischen Dienst ausgeschieden, zog er sich zeitweise ins Privatleben zurück. 1921 kehrte er als Mitglied der britischen Delegation beim Völkerbund ins öffentliche Leben zurück. Ihr gehörte er bis 1923 an. Von 1928 bis 1932 vertrat Rodd als Abgeordneter den Wahlkreis St Marylebone für den unionistischen Flügel der Conservative Party im House of Commons. Im folgenden Jahr wurde er als Baron Rennell of Rodd in the County of Hereford zum erblichen Peer (Adel) geschlagen.
Als Privatgelehrter beschäftigte Rodd sich besonders mit den antiken Hochkulturen im Mittelmeerraum, mit Griechenland und Rom. Seine dreibändigen Memoiren legte er 1922–1925 vor. Der Historiker Torsten Burgman veröffentlichte 1981 seine Tagebücher. Theodore Roosevelt fragte Rodd einmal, welches Buch er für eine lange Reise empfehlen könne. Ohne Zögern riet er zur Geschichte der Stadt Rom im Mittelalter von Ferdinand Gregorovius.

## Familie
Aus Rodds Ehe mit Lilias Georgina Guthrie, die 1894 geschlossen wurde, gingen vier Söhne und zwei Töchter hervor, darunter die konservative Politikerin Evelyn Violet Elizabeth Rodd. Sein Titel ging bei seinem Tode im Jahre 1941 an seinen Sohn Francis Rodd, 2. Baron Rennell.

## Werke
- Social and Diplomatic Memories of James Rennell Rodd, 3 Bände. London 1922–1925.